# Zastava Gane
Zastava Gane usvojena je 1957., ali se danas ne koristi prvobitna varijanta već ona nastala između 1964. i 1966.
Zastavu je osmislila Theodosia Okoh. Tom je zastavom zamijenjena kolonijalna iz Ujedinjenog Kraljevstva. Sastoji se od panafričkih vodoravno raspoređenih boja crvene, zlatne i zelene. Crvena predstavlja žrtve u borbi za neovisnost, zlatna rudna bogatstva, zelena šume a crna petokraka slobodu Afrike.